# Imre Varga
Imre Varga (ur. 19 sierpnia 1945 w Nagyszénás, zm. 18 września 2011 w Budapeszcie) – węgierski judoka. Trzykrotny olimpijczyk. Zajął dziewiętnaste miejsce w Monachium 1972; jedenaste w Montrealu 1976 i ósme w Monachium 1980. Walczył w wadze półciężkiej, ciężkiej i kategorii open.
Brązowy medalista mistrzostw świata w 1979; piąty w 1975; uczestnik zawodów w 1971. Zdobył pięć medali mistrzostw Europy w latach 1974 - 1980.

## Letnie Igrzyska Olimpijskie 1972
| Konkurencja | Eliminacje               | Klas. końcowa |
| Konkurencja | Przeciwnik I             | Miejsce       |
| ----------- | ------------------------ | ------------- |
| 93 kg       | Terry Farnsworth (CAN) P | 19.           |

## Letnie Igrzyska Olimpijskie 1976
| Konkurencja | Eliminacje             | Eliminacje         | Klas. końcowa |
| Konkurencja | Przeciwnik I           | Przeciwnik II      | Miejsce       |
| ----------- | ---------------------- | ------------------ | ------------- |
| Open        | Dietmar Lorenz (GDR) Z | Cho Jea-ki (KOR) P | 11.           |

## Letnie Igrzyska Olimpijskie 1980
| Konkurencja | Eliminacje           | Eliminacje            | Klas. końcowa |
| Konkurencja | Przeciwnik I         | Przeciwnik II         | Miejsce       |
| ----------- | -------------------- | --------------------- | ------------- |
| +95 kg      | Sayed Farhad (KUW) Z | Kim Myong-gyu (PRK) P | 8.            |